# عبادة المال
تُعرف عبادة المال بأنها نوع من اضطراب المال. الدافع الأساسي لهذا السلوك هو الاعتقاد بأن امتلاك المزيد من المال سيؤدي إلى سعادة أكبر في الآخرة. الأفراد المصابون بهذا الاضطراب مهووسون بفكرة أن الحصول على المزيد من المال ضروري لإحراز تقدم في الحياة، وفي الوقت نفسه مقتنعون بأنهم لن يحصلوا أبدًا على ما يكفي من المال لتلبية احتياجاتهم أو رغباتهم. من المرجح أن ينخرط الأفراد الأصغر سنًا والأفراد وأصحاب الثروات المنخفضة في هذا السلوك، الذي رُبِط أيضًا باحتمالية أكبر لتحمل ديون بطاقة الائتمان من شهر لآخر. اقتُرِح أن الشباب هم الأكثر عرضة لعبادة المال بسبب ارتفاع قابليتهم للانطباع من القوى الاجتماعية، مثل وسائل التواصل الاجتماعي ومجموعات الأقران. أشير إلى المال على أنه مجال «مهمل» في علم النفس. ومع ذلك، فإن الدراسات التي أجريت بشأن مفارقة السعادة والدخل، وعبادة المال غالبًا ما فشلت في العثور على دليل على أن المزيد من المال يؤدي إلى المزيد من السعادة؛ فقط العثور على علاقة إيجابية عند النظر إلى الآثار قصيرة المدى. زعم ستيفن وولفر عام 2008 أن بيانات المقطع العرضي تشير إلى أن الإجابة على السؤال: هل كان الدخل المرتفع يؤدي إلى سعادة أكبر؟ هو «نعم». ومن ناحية أخرى، تقول بيانات السلاسل الزمنية «لا».
غالبًا ما تصل بيانات السلاسل الزمنية إلى الاستنتاج نفسه، مثل مفارقة إيسترلين، التي توضح كيف أن زيادة الدخل في وقت معين يمكن أن تجعل الناس أكثر سعادة، ولكن هذا ليس ثابتًا، مع تناقص السعادة مع مرور الوقت. تشير النتائج التي تدعم مفارقة إيسترلين إلى أن السعادة على المدى الطويل لا ترتبط بزيادة المال ولكنها تأتي من عوامل شخصية أخرى، مثل المسكن والصداقة والأسرة والطعام. ومع ذلك، من المهم ملاحظة أن السعادة ذاتية، ومن ثم فإن السبب وراء ذلك ليس عالميًا لكل شخص. يتوافق هذا مع نظرية الحاجة التي تنشأ من التسلسل الهرمي للاحتياجات لماسلو. تعزز نظرية الحاجة في سياق المال الرأي القائل بأن المال يجلب السعادة فقط حتى يُشبع جميع احتياجاتنا الأساسية. وبعد ذلك، لا يزيد من سعادتنا.  
كشفت دراسة أجراها باحثو جامعة برينستون عام 2010 أن السعادة زادت بناءً على الدخل الذي يصل إلى نحو 75000 دولاراً في عينة مأخوذة في الولايات المتحدة، وبعد ذلك تتوقف ولا تؤثر في مستويات سعادتنا. وجدت البيانات المستمدة من مكتب إحصاءات العمل أن متوسط الأجر اللازم للعيش في جميع أنحاء الولايات المتحدة هو  67609 دولارًا سنويًا، الذي يتوافق مع نتائج دراسة برينستون، إذ يوضح كلا الرقمين ما هو مطلوب لتلبية احتياجاتنا الأساسية في الحياة. أجريت دراسات مماثلة في بلدان أخرى ووجدت نتائج مماثلة.
تشمل الدراسات الشاملة التي أجريت حول عبادة المال تلك، التي تقارن السعادة الذاتية للفائزين باليانصيب بتلك التي يحصلون عليها من ضحايا الحوادث أو الفائزين من غير اليانصيب، الذين وجدوا أن السعادة اليومية للفائزين باليانصيب هي نفسها مع الاختلاف الرئيسي فيما يرون أنها ستكون سعادتهم المستقبلية، وكان تسجيلها أعلى من المجموعات الضابطة. علاوة على ذلك، فإن «كل استطلاع وطني تمثيلي تم إجراؤه على الإطلاق» قد وجد علاقة إيجابية بين السعادة والدخل، ويوفر هذا البحث بيانات تجريبية أنه في نقاط زمنية محددة، يمكن للمال أن يوفر سعادة على المدى القصير. مثلما أَجرِي بحث حول كيف يمكن للعمر أن يؤثر في سعادتنا بالمال، وكشف أن البالغين الأصغر سنًا يتأثرون بالمال أكثر من المشاركين الأكبر سنًا. عند تضمين المتغيرات التفسيرية الاجتماعية والديموغرافية في دراسة الدخل والسعادة، كانت المجموعة الوحيدة التي لا تزال لديها علاقة إيجابية هي الشباب. هذا يدعم فكرة أن البالغين الأصغر سنًا هم أكثر عرضة لعبادة المال وأن السعادة من المال مؤقتة لأن إدراج المتغيرات التفسيرية الاجتماعية والديموغرافية جعل العلاقة بين السعادة والمال غير مهمة للبالغين في منتصف العمر وكبار السن.
في حين تكشف هذه الدراسات المختلفة أن المال لا يجلب السعادة المستمرة وطويلة الأمد، فإنه على المدى القصير فقط، كشفت «مراقبة ثروة سكانديا الدولية»، جنبًا إلى جنب مع دراسات أخرى، أن ما يصل إلى 80٪ من الناس في جميع أنحاء العالم ما زالوا يرون أن المال سيجلب لهم السعادة (تتراوح النسبة بين الدول الفردية بين 86٪ في ألمانيا و93٪ في البرازيل). يمكن أن يؤدي هذا الاعتقاد المستمر بأنه يجلب السعادة إلى وصف عبادة المال على أنها إدمان سلوكي، يمكن أن يؤثر الأشخاص الذين يحتاجون إلى كسب المال في حياتهم اليومية بسبب تركيزهم المتزايد على كسب المزيد والمزيد من المال. يمكن أن تصبح تجربة تغيير الحالة المزاجية وتؤدي إلى اضطرابات عاطفية، ومشاركة أوجه التشابه مع إدمان المواد. يتأثر سلوكهم ويسترشد برغبتهم في كسب المال، بسبب الاعتقاد الخاطئ بأن ذلك سيجلب لهم السعادة.
يمكن أيضًا رؤية عبادة المال في العديد من الأديان المختلفة. على سبيل المثال، لاهوت الاز في المسيحية يعبدون المال، ويعدونه هدية من الله. يؤمنون في هذه المجموعة العقائدية بأن «الفقراء فقراء بسبب نقص الإيمان»، وهم يرون بأن الثروة علامة على اتباع الكتاب المقدس وما يريده الله منهم. شرح ستيفن هانت ذلك على أن «الصحة والثروة» كونهما «الحق الإلهي التلقائي لجميع المؤمنين بالكتاب المقدس». يقدم هذا الاعتقاد إلى حد كبير، مثل عبادة المال في العلم، إذ يرغب المؤمنون باستمرار في المزيد من المال معتقدين أنها هدية من الله وأنها ستجلب لهم السعادة. علاوة على ذلك، تُعبد الإلهة لاكشمي كل يوم جمعة وفي بعض الأعياد في الهندوسية، يُعتقد أنها مسؤولة عن الثروة والحظ السعيد. يحتفظ بعض المؤمنين بقطع نقدية فضية عليها صورتها في منازلهم معتقدين أنها ستجلب لهم الثروة. لدى الديانات الأخرى أيضًا آلهة تمثل المال، مثل بلوتوس وأوشون وميركوري، من بين عدد لا يحصى من الآلهة. عبادة المال هو موضوع بارز عبر مجموعة متنوعة من الأديان.